# Euphorbia cattimandoo
Euphorbia cattimandoo är en törelväxtart som beskrevs av Elliot och Robert Wight. Euphorbia cattimandoo ingår i släktet törlar, och familjen törelväxter. Inga underarter finns listade i Catalogue of Life.